# Caroline (álbum de Lime)
Caroline es el octavo álbum de estudio del grupo canadiense Lime. Fue lanzado en 1991 por la discográfica Matra Records. Del álbum se extrajo el maxisingle homónimo «Caroline».

## Lista de canciones
| N.º | Título                  | Duración |  |
| 1.  | «Caroline»              | 5:26     |  |
| 2.  | «Take My Heart Away»    | 6:37     |  |
| 3.  | «True (Surrender Love)» | 5:56     |  |
| 4.  | «Hot Dancer»            | 5:00     |  |
| 5.  | «Together Love»         | 6:40     |  |
| 6.  | «Precious Love»         | 5:41     |  |